# Firefly (bande originale)
Pour les articles homonymes, voir Firefly.
La bande originale de Firefly est la bande originale de la série télévisée éponyme. Elle a été composée par Greg Edmonson.

## Écriture
Edmonson a affirmé qu'il écrivait pour l'émotion du moment. Cependant, Jennifer Goltz a constaté qu'il écrivait aussi pour les personnages, indiquant que « […] Edmonson a développé une collection spécialisée de symboliques musicales pour la série ». Pour aider à illustrer la collection, la commentatrice a donné à certaines « signatures » clefs différents noms, notant que Serenity rappelait le thème principal de la série et qu'il était utilisé quand ils retournent au vaisseau ou qu'ils se rencontrent clandestinement : c'était « le son de leur maison ». Le slide de guitare et le fiddle utilisés dans ce morceau sont des instruments portables qui correspondent au style de vie de l'équipage : « […] la musique qu'ils jouent rappelle des airs joués en extérieurs, par des gens qui étaient la veille à des centaines de miles de là. Serenity évoque le style de vie nomade de l'équipage et souligne l'aspect western de la série ». Sad Violin était une autre signature émotionnelle. Ce morceau a été utilisé à la fin de la bataille de la Serenity Valley, mais a aussi aidé à mettre une ambiance à la blague que fait Mal quand il annonce à Simon que Kaylee est morte dans l'épisode Les Nouveaux Passagers. L'utilisation la plus mémorable du morceau, cependant, est à la fin de l'épisode Le Message, quand l'équipage pleure la mort de Tracey. C'est également la dernière scène tournée par les acteurs du dernier épisode, et elle est donc vue par eux comme par Edmonson comme un adieu à Firefly. Le morceau Péril était utilisé pour dénoter un danger imminent. Il s'agit d'« une pulsation basse, comme des battements de cœur, avec des carillons profonds et des cordes graves ». Le commentateur a également noté des « signatures » liées aux personnages. Le criminel Niska a sa propre signature : des mélodies d'Europe de l'Est ou du Moyen-Orient sur un bourdon grave. La musique caractéristique de Simon et River était du piano joué chichement avec un violon en arrière-plan. Il s'agit ici d'un contraste avec les instruments portables de Serenity : le piano est un instrument qui ne peut être déplacé facilement et évoque « la maison lointaine et la famille qui leur manque à tous les deux ». Ces « signatures » ont pour la plupart été créées pour le premier pilote Les Nouveaux Passagers et aidaient à améliorer la narration : « dans chaque épisode, la musique a intensifié mon expérience de cette série intelligente et remarquable. En utilisant et combinant toutes ces signatures, Greg Edmonson a amené des aspects de l'histoire et des personnages qui n'ont jamais été révélés explicitement dans d'autres aspects de la série ».
La bande originale exprime la fusion des cultures montrée dans la série. Les guitares de la musique western se mélangent à une influence asiatique pour produire l'atmosphère de fond de la série. Comme le note un commentateur, « de la vieille musique du futur — la musique des feux de camps rugissants et des cowboys tapageurs mélangés avec les sons chauds et pensifs de la culture asiatique, et, occasionnellement, une froide trompette impériale, proclamant la sombre présence structurelle d'un gouvernement autoritaire. Complètement excitant ».

## Thème principal
Le thème principal de la série, The Ballad of Serenity, a été écrit par Joss Whedon et interprété par Sonny Rhodes. Whedon a écrit la chanson avant que la série soit validée et un enregistrement préliminaire interprété par Whedon peut être trouvé sur l'édition DVD.
The Ballad of Serenity a été utilisée par la NASA comme chanson de réveil pour l'astronaute Robert L. Behnken et les autres membres de l'équipage de STS-130 le 12 février 2010.

## Publication
La bande originale de la série a été publiée sur CD le 8 novembre 2005 par Varèse Sarabande, bien qu'une bande originale de 40 minutes ait été publiée sous la forme d'un EP numérique en septembre 2005.

## Liste des pistes
| 1.  | Firefly — Main Title                                                                                    | 0:52 |
| 2.  | Big Bar Fight (dans L'Attaque du train)                                                                 | 1:56 |
| 3.  | Heart of Gold Montage (dans Mission secours)                                                            | 2:10 |
| 4.  | Whitefall / Book (dans Les Nouveaux Passagers, Le Message)                                              | 2:20 |
| 5.  | Early Takes Serenity (dans Objet volant identifié)                                                      | 2:36 |
| 6.  | The Funeral (dans Le Message)                                                                           | 2:36 |
| 7.  | River's Perception / Saffron (dans Objet volant identifié, La Femme du commandant)                      | 2:14 |
| 8.  | Mal Fights Niska / Back Home (dans Histoires anciennes, Le Duel)                                        | 1:54 |
| 9.  | River Tricks Early (dans Objet volant identifié)                                                        | 3:30 |
| 10. | River Understands Simon (dans Sains et Saufs)                                                           | 2:04 |
| 11. | Leaving / Caper / Spaceball (dans Déchet précieux, Objet volant identifié, Pilleurs d'épave)            | 2:39 |
| 12. | River's Afraid / Niska / Torture (dans Intrusion, L'Attaque du train, Histoires anciennes)              | 3:21 |
| 13. | In My Bunk / Jayne's Statue/Boom (dans Histoires anciennes, De la boue et des hommes, Pilleurs d'épave) | 2:28 |
| 14. | Inara's Suite (dans L'Attaque du train, Les Nouveaux Passagers, Histoires anciennes)                    | 3:29 |
| 15. | Out of Gas / Empty Derelict (dans La Panne, Pilleurs d'épave)                                           | 1:50 |
| 16. | Book's Hair / Ready for Battle (dans De la boue et des hommes, Mission secours)                         | 1:59 |
| 17. | Tears / River's Eyes (dans Les Nouveaux Passagers, Objet volant identifié)                              | 1:59 |
| 18. | Cows / New Dress / My Crew (dans Sains et Saufs, Le Duel, Sains et Saufs)                               | 2:11 |
| 19. | Boarding the Serenity / Derelict (dans Histoires anciennes, Pilleurs d'épave)                           | 2:02 |
| 20. | Burgess Kills / Captain & Ship (dans Mission secours, La Panne)                                         | 3:26 |
| 21. | Saved / Isn't Home? / Reavers (dans La Panne, L'Attaque du train, Les Nouveaux Passagers)               | 2:55 |
| 22. | Reavers Chase Serenity (dans Les Nouveaux Passagers)                                                    | 3:22 |
| 23. | River's Dance (dans Sains et Saufs)                                                                     | 1:50 |
| 24. | Inside the Tam House (dans Sains et Saufs)                                                              | 2:22 |
| 25. | Dying Ship / Naked Mal (dans La Panne, Déchet précieux)                                                 | 2:10 |